# Maysville (Georgia)
Maysville es un pueblo ubicado en los condados de Banks y Jackson, Georgia, Estados Unidos. Tiene una población estimada, a mediados de 2022, de 2058 habitantes.

## Demografía
Según el censo de 2000, en ese momento los ingresos promedio de los hogares eran de $51,857 y los ingresos promedio de las familias eran de $58,511. Los ingresos per cápita para la localidad eran de $28,296. Los hombres tenían ingresos per cápita por $45,206 frente a los $35,758 que percibían las mujeres.
De acuerdo con la estimación 2017-2021 de la Oficina del Censo, los ingresos promedio de los hogares son de $54,554 y los ingresos promedio de las familias son de $67,188.

## Geografía
La localidad está ubicada en las coordenadas 34°15′18″N 83°33′11″O / 34.25500, -83.55306 (34.255126, -83.553058).
Según la Oficina del Censo, tiene una superficie total de 12.22 km², de la cual 12.06 km² corresponden a tierra firme y 0.16 km² están cubiertos de agua.